# Ferenc Nógrádi
Ferenc Nógrádi (Kassa, 15 de novembro de 1940 - 19 de maio de 2009) é um ex-futebolista húngaro, campeão olímpico. 

## Carreira
Ferenc Nógrádi fez parte do elenco medalha de ouro, nos Jogos Olímpicos de 1964.